# Selaginella lutchuensis
Selaginella lutchuensis är en mosslummerväxtart som beskrevs av Gen-Iti Koidzumi. Selaginella lutchuensis ingår i släktet mosslumrar, och familjen mosslummerväxter. Inga underarter finns listade i Catalogue of Life.